# Nui!
Nui! (ぬい!?), riduzione di ぬいぐるみ, peluche) è un manga di Natsumi Mukai serializzato sulla rivista shōnen Comic Rush di Jive tra il 26 giugno 2006 e il 26 settembre 2007 e raccolto il tre volumi tra il 2006 e il 2007. 
Star Comics ha pubblicato la traduzione italiana tra novembre 2008 e gennaio 2009. 

## Trama
Il giorno del suo sedicesimo compleanno, Kaya scopre che i suoi peluche da tempo hanno preso vita grazie al suo affetto e che il potere dei suoi sentimenti è tale da attivare la leggendaria alterazione dell'anima innestata che in caso di necessità permette ai suoi pupazzi di assumere sembianze umane. 
In seguito dovranno superare varie avventure: difendersi da pupazzi ostili o aiutarne altri in difficoltà. Ad esempio Purple incontra per strada un coniglietto in gravi condizioni a causa dei nuovi cagnolini del suo padrone (cani e gatti sono nemici mortali dei peluche): Purple aiuta il coniglietto portandolo a casa e Kaya lo cura fino a quando può stare perfettamente in piedi. 
Nel frattempo la ragazza conosce Shinri, un giovane artigiano che realizza peluche di lusso, ma questi cerca in tutti i modi di uccidere Purple tramite i suoi pupazzi, finché Kaya permetterà a Purple di chiarire l'equivoco che ha avvelenato la vita di Shinri. 

## Personaggi
Kaya Yamase (山瀬 加耶?)
liceale che sin da bambina ama i peluche.
Purple (パープル?)
il primo peluche di Kaya, che a sei anni lo ha trovato, abbandonato per terra, e raccolto.
Aqua (アクア?)
pesce di peluche comprato all'acquario.
Gray (グレイ?)
cane di peluche creato dalla madre di Kaya.
Pink (ピンク?)
cavallina alata di peluche, realizzata da Kaya dopo aver scoperto che gli altri suoi pupazzi sono maschi.
Shinri Harihara (針原 慎里?)
giovane creatore di peluche, molto apprezzato dalle celebrità, discendente da una dinastia di artigiani in grado di dare un'anima ai pupazzi.
Bianca/Nera (ビアンカ / ネラ?)
peluche reversibile (ovvero che può rivoltarsi per assumere un altro aspetto e personalità) creato da Shinri quando era bambino, come suo amico e difensore.

## Manga
L'opera, scritta e disegnata da Natsumi Mukai, è uscita su Comic Rush tra il 26 giugno 2006 e il 26 settembre 2007 ed è stata raccolta in tre tankōbon tra il 7 dicembre 2006 e il 7 dicembre 2007, sempre da Jive.
Star Comics ha pubblicato la traduzione italiana tra il 3 novembre 2008 e il 7 gennaio 2009.
La  traduzione inglese è stata intrapresa da Broccoli Books nel 2008, ma il fallimento della casa editrice ha determinato l'interruzione della pubblicazione prima del terzo volume. Ki-oon ha pubblicato la traduzione francese tra il 22 novembre 2007 e il 29 maggio 2008.

### Volumi
| Nº | Data di prima pubblicazione | Data di prima pubblicazione | Data di prima pubblicazione |
| Nº | Giapponese                  | Giapponese                  | Italiano                    |
| -- | --------------------------- | --------------------------- | --------------------------- |
| 1  | 7 dicembre 2006             | ISBN 978-4-86176-362-5      | 3 novembre 2008             |
| 2  | 7 maggio 2007               | ISBN 978-4-86176-393-9      | 3 dicembre 2008             |
| 3  | 7 dicembre 2007             | ISBN 978-4-86176-468-4      | 7 gennaio 2009              |